# Companhia de Telecomunicações do Estado de São Paulo
Companhia de Telecomunicações do Estado de São Paulo (COTESP) foi uma empresa operadora de telefonia fixa criada pelo governo estadual no ano de 1964 para atender diversos municípios e regiões que não dispunham até aquela época de serviço telefônico, tanto local como interurbano.

## Origem

### Antecessora
A COTESP teve como antecessora a Companhia Telefônica Tupi, empresa fundada em julho de 1960 e com sede na cidade de Taubaté.
Essa empresa prestava os serviços telefônicos no Litoral Norte (São Sebastião, Ilhabela e Ubatuba), no Vale do Paraíba (Santa Branca, Salesópolis, Paraibuna, Jambeiro, Natividade da Serra, São Luiz do Paraitinga e Cunha) e na cidade de Paraty (RJ), locais onde antes o serviço telefônico era prestado por pequenas empresas deficitárias.

### Criação da Cotesp
Criada no governo Ademar de Barros, a COTESP originou-se com a compra das ações da Tupi pelo Departamento de Águas e Energia Elétrica (DAEE) em maio de 1964, tendo sua sede transferida de Taubaté para São Paulo.
Em setembro de 1964 iniciou as suas atividades operacionais, com a incumbência da construção e exploração de serviços telefônicos locais e intermunicipais em todo o território paulista.
Começou a atuar de forma emergencial nas áreas que eram atendidas pela Tupi (uma rede com cerca de 6 mil telefones), onde os serviços telefônicos achavam-se em situação de colapso total.
Também passou a administrar os serviços que já eram explorados pelo DAEE no Litoral Sul (Registro, Pedro de Toledo, Cananéia e outras cidades) e na Alta Araraquarense (compreendendo áreas desde Fernandópolis até Santa Fé do Sul).
Além disso assumiu os sistemas intermunicipais que estavam sendo construídos pelo DAEE no sul do estado (Serviço Rádio Telefone do Litoral Sul e Alto Ribeira) e oeste paulista (Serviço Telefônico da Alta Araraquarense e Média Noroeste).
Como o Departamento de Águas e Energia Elétrica (DAEE) era seu acionista majoritário, a COTESP era um órgão vinculado à Secretaria de Serviços e Obras Públicas.

## Expansão

### Incorporações

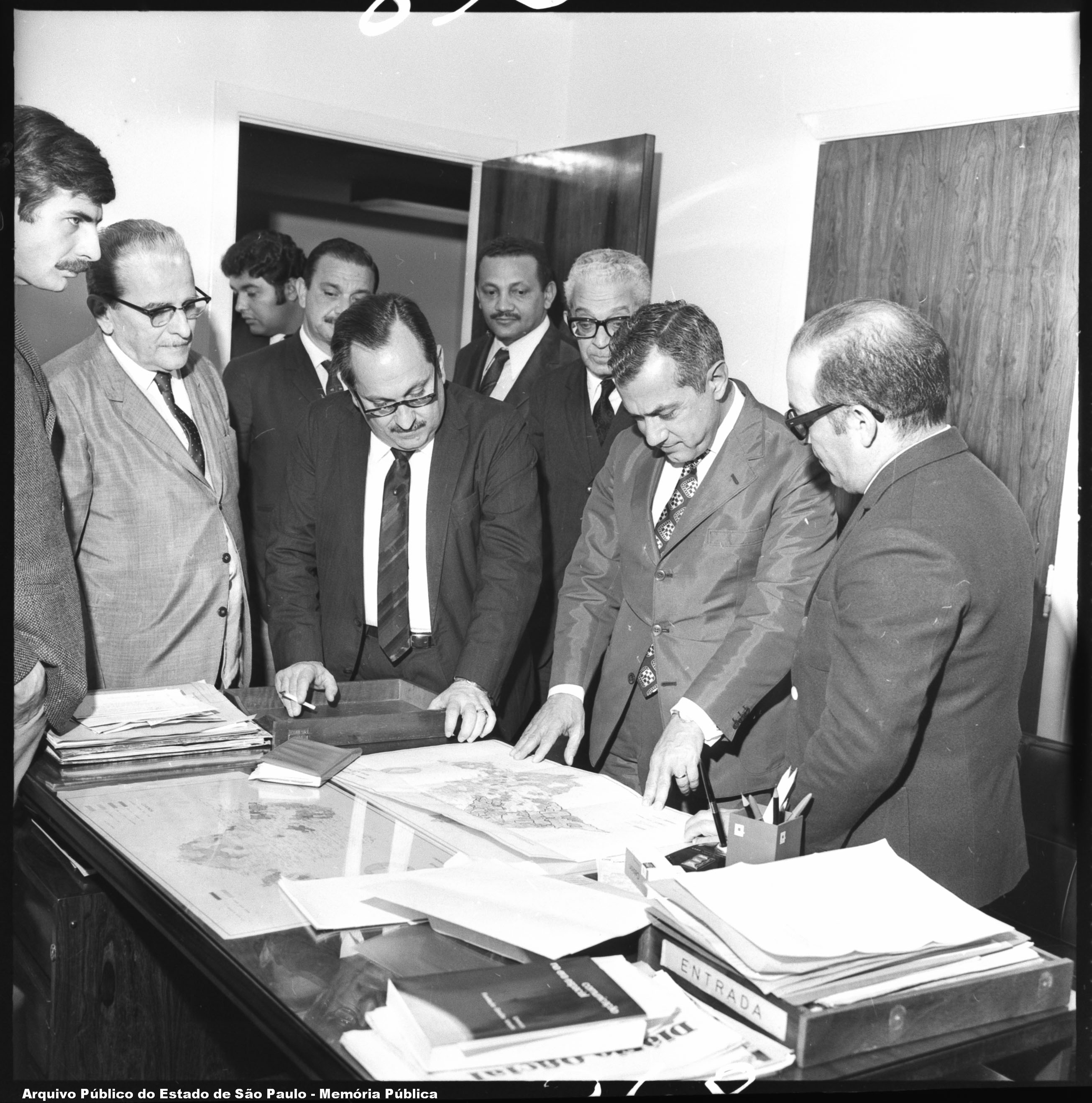
Visita do governador Laudo Natel à COTESP (1971).

Pouco tempo após o início de suas atividades a COTESP assumiu a concessão em algumas cidades e também incorporou serviços telefônicos locais, como a Telefônica Isabelense.
Entre o final da década de 60 e o início da década de 70 incorporou o serviço telefônico da Estrada de Ferro Campos do Jordão, a Central Telefônica de Cachoeira Paulista, a Telefônica Salto de Pirapora, e diversos sistemas telefônicos municipais (entre eles o S.M.T.A. Aparecida e a Telefônica Municipal de Caraguatatuba).
A COTESP também assumiu a administração da Telefônica Sul Paulista (Capão Bonito) em 1969, e da Companhia Telefônica Registro em 1970. Além disso a COTESP tinha como subsidiária a EMA - Empresa Melhoramentos de Andradina, da qual era acionista majoritária.
Mas mesmo com o apoio do governador Abreu Sodré não conseguiu assumir a administração do SMTAG - Serviço Municipal de Telefones Automáticos de Guarujá.
Tentou incorporar a CTLP - Companhia Telefônica do Litoral Paulista, e a CTI - Companhia Telefônica de Itanhaém, e também estender seus serviços à Porto Ferreira e outras cidades do vale do Rio Mogi Guaçu, o que não ocorreu.
Só que no início de 1971 sua situação administrativa e operacional beirava o caos, não possuindo sequer uma estrutura que no mínimo possibilitasse a manutenção de seu sistema de telefonia, levando o governador Abreu Sodré, após ouvidos técnicos do Estado e da União, a optar pela incorporação da empresa pela Companhia Telefônica Brasileira como única solução.
No entanto, antes que se tornasse efetiva a sua incorporação, o estado passou a ser administrado por Laudo Natel, que rejeitou a proposta, justificando a condição de deficitária da COTESP devido a sua missão social de servir as zonas mais pobres do estado.
Enquanto isso teve sua situação agravada ainda mais, assumindo obsoletos serviços telefônicos municipais, ou propondo a prefeituras de diversas cidades a cessão de suas redes telefônicas, mesmo o Ministério das Comunicações baixando portarias proibindo transferência de concessões. Por isso houve acusações de que a COTESP tinha se transformado num instrumento político do governo estadual.
Mas as concessões para operar em grande número desses municípios não foram homologadas pelo Dentel, mesmo com a COTESP atuando de fato na quase totalidade deles.
Em março de 1972 o ministro das comunicações Hygino Corsetti tenta dissuadir o governador Laudo Natel da posição em que se colocara, para efetivar a incorporação da COTESP pela CTB, mas não obteve sucesso.
Após um ano, em março de 1973, houve uma nova reunião do ministro com o governador, pois o Ministério das Comunicações estava encontrando dificuldades em promover a absorção das pequenas empresas de telecomunicações municipais que eram vinculadas a COTESP, na urgência em definir a situação da CTB já que o governo estava criando a TELESP para substituí-la.

### Convênio Cotesp / Telesp

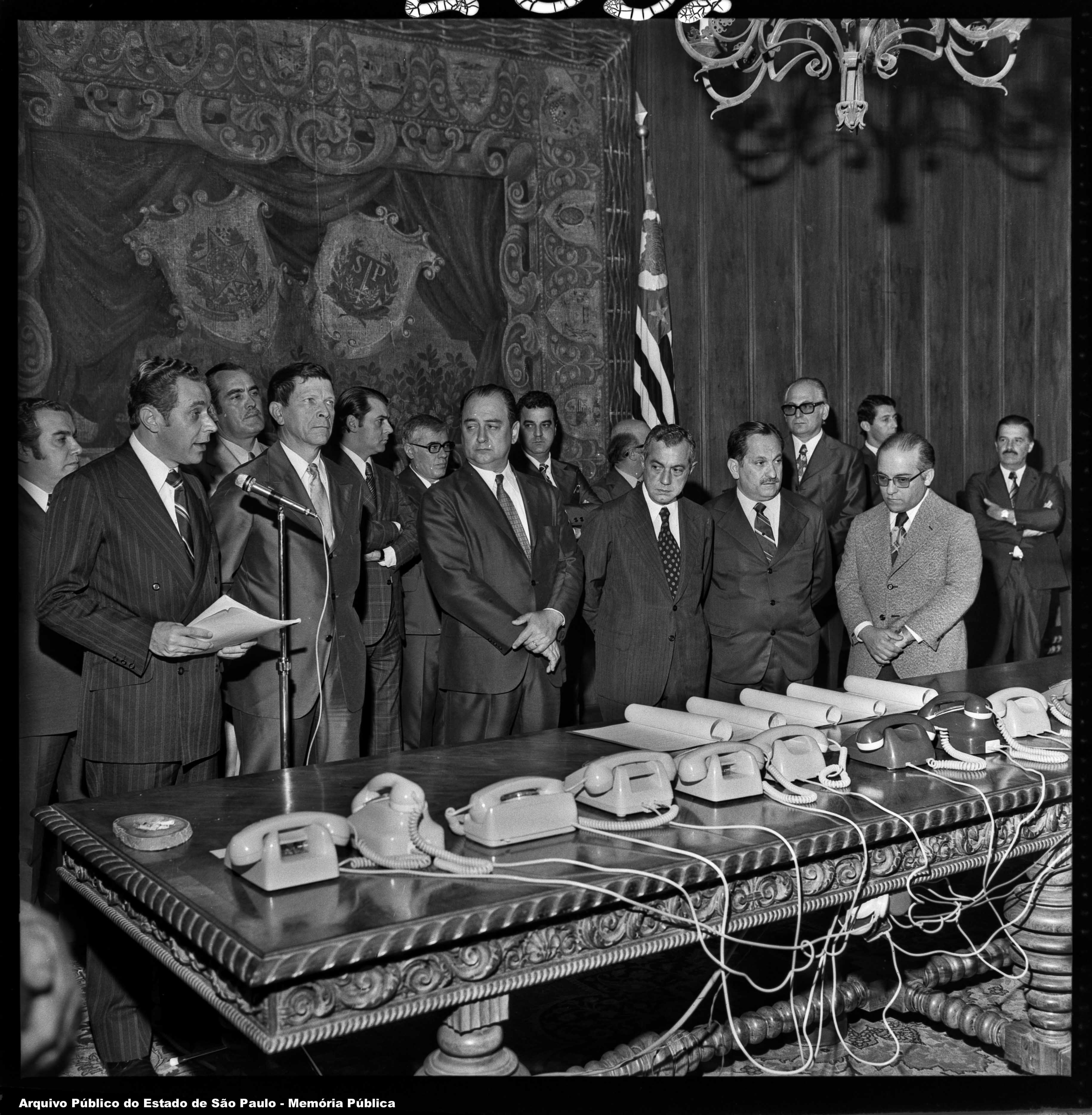
Assinatura do convênio COTESP / TELESP no Palácio dos Bandeirantes (1973).

Como o Ministério das Comunicações estabeleceu como política básica para realização dos grandes planos de expansão a integração operacional nos estados, e ao mesmo tempo a COTESP, através do governo estadual, estava dificultando essa política, oferecendo resistência à sua integração à TELESP, empresa-pólo da Telebrás no estado e sucessora da CTB, deu entrada na Câmara Federal em junho de 1973 um projeto de lei para desapropriar as ações da COTESP e incorporá-la a Telebrás.
Em 25 de outubro de 1973, através de um convênio firmado entre a Telesp (representada pelo presidente Antonio Salles Leite) e a COTESP (representada pelo presidente Vicente Marques), com a interveniência do governo estadual (representado por Laudo Natel) e da Telebrás (representada pelo presidente Euclides Quandt de Oliveira), o processo de incorporação começou a se concretizar.
Pelo convênio foram transferidos imediatamente para a TELESP todo seu serviço interurbano e as concessões dos serviços urbanos de 89 localidades, não podendo mais assumir serviços telefônicos municipais no estado de São Paulo.
Também foi elaborado em conjunto o Plano Diretor Estadual de Telecomunicações, sob a coordenação da Telebrás, pelo qual até o ano de 1980 a média de telefones no estado deveria ser de 12 por 100 habitantes e que cidades com mais de 10 mil habitantes deveriam estar interligadas ao DDD.
Somente permaneceram com a COTESP os serviços urbanos das 86 localidades que faziam parte de seu plano de expansão e automatização aprovado pelo governo do estado em dezembro de 1972, e que após o término da execução desses serviços seria efetivada a unificação gradual da COTESP com a TELESP, mas no prazo máximo de 480 dias a contar da data de assinatura do convênio.
Nesse período continuaram as acusações de que a COTESP tinha se transformado em um instrumento político do governo estadual, nesse caso visando as eleições de 1974.

## Estrutura operacional

### Sede administrativa

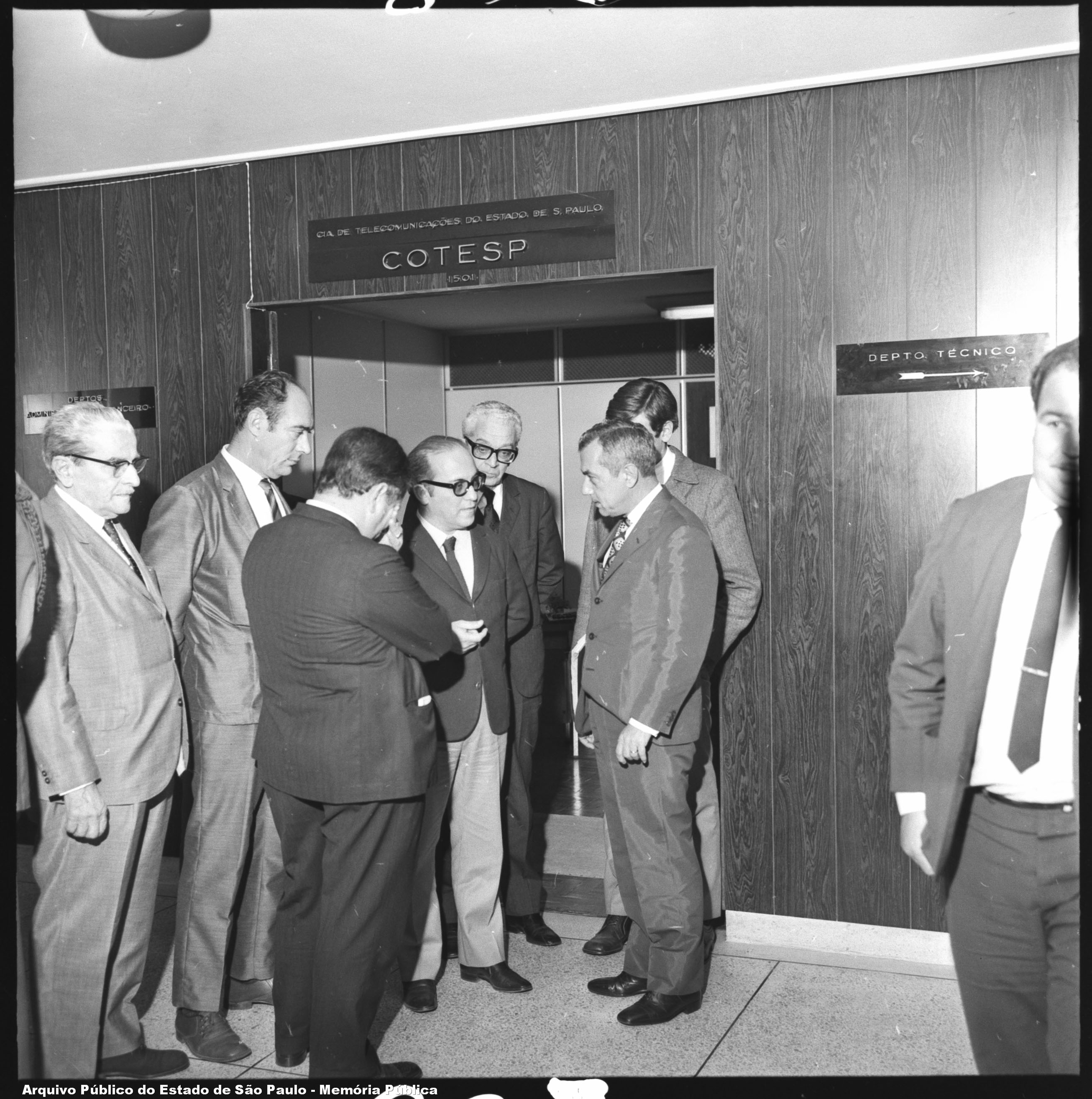
Sede administrativa da Avenida Paulista (1971).

Sua primeira sede administrativa, inaugurada em setembro de 1964, ficava na Rua Álvaro de Carvalho, 48 - 2° andar - República, transferida em janeiro de 1968 para a Avenida Paulista, 1009 - 15º andar - Jardim Paulista.
Em novembro de 1971 foi adquirida a sede própria, o edifício da Rua Costa, 55 - Consolação.

### Presidentes
- 1964-1965: José Ozias Calazans de Araújo, no governo Ademar de Barros[9][45]
- 1965-1966: João Accioli, ainda no governo Ademar de Barros[46][47]
- 1966-1967: Walter Machado Suppo, no governo provisório de Laudo Natel[48][49]
- 1967-1971: Homero Silva, no governo Abreu Sodré[50][51]
- 1971-1975: Vicente Marques, no governo Laudo Natel[52][53]

## Terminais telefônicos

### Eliminação de zonas mudas

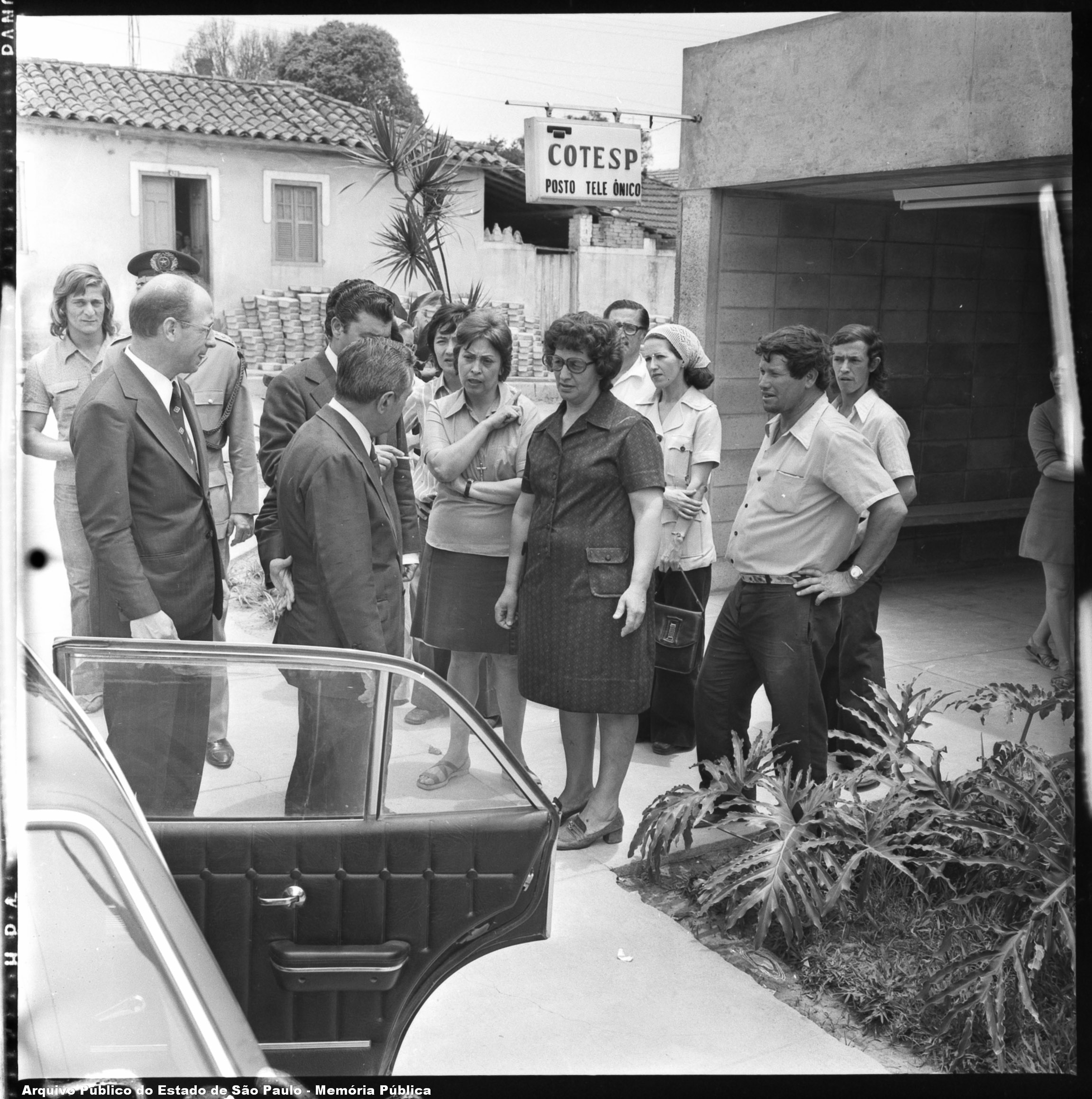
Posto de Serviço (PS) de São Miguel Arcanjo (1974).

Um dos principais objetivos da COTESP era eliminar as chamadas "zonas mudas" (cidades sem nenhuma comunicação telefônica) em sua área de atuação, com a instalação de Postos de Serviços (PS) nessas cidades, interligados a linhas interurbanas que os conectavam a outras cidades que já dispunham de serviços telefônicos.
Como parte integrante do seu plano de obras em 1968 foram inauguradas na região da Alta Araraquarense linhas telefônicas para os distritos de Nova Canaã, Vitória Brasil, Pontalinda, Fátima Paulista, Dirce Reis, Aparecida do Bonito, Esmeralda, Mesópolis, Dalas e Santa Isabel do Marinheiro.
Entre o final de 1971 e o início de 1972 eliminou as últimas zonas mudas da Região Sul, com a inauguração das linhas telefônicas de Barra do Turvo, Biguá, Juquitiba e São Lourenço da Serra, e eliminou as últimas zonas mudas do Vale do Paraíba, com a inauguração das linhas telefônicas de Jambeiro, Lagoinha, Natividade da Serra, Redenção da Serra e São Francisco Xavier.
E em agosto de 1972 a COTESP eliminou a última zona muda da Alta Araraquarense e Média Noroeste, com a inauguração da linha telefônica de Itapura.
Várias pequenas localidades também deixaram de ser zonas mudas através de linhas telefônicas do programa de expansão da rede de telefonia rural, entre elas Turiba do Sul e Raposo Tavares.

### Plano de expansão

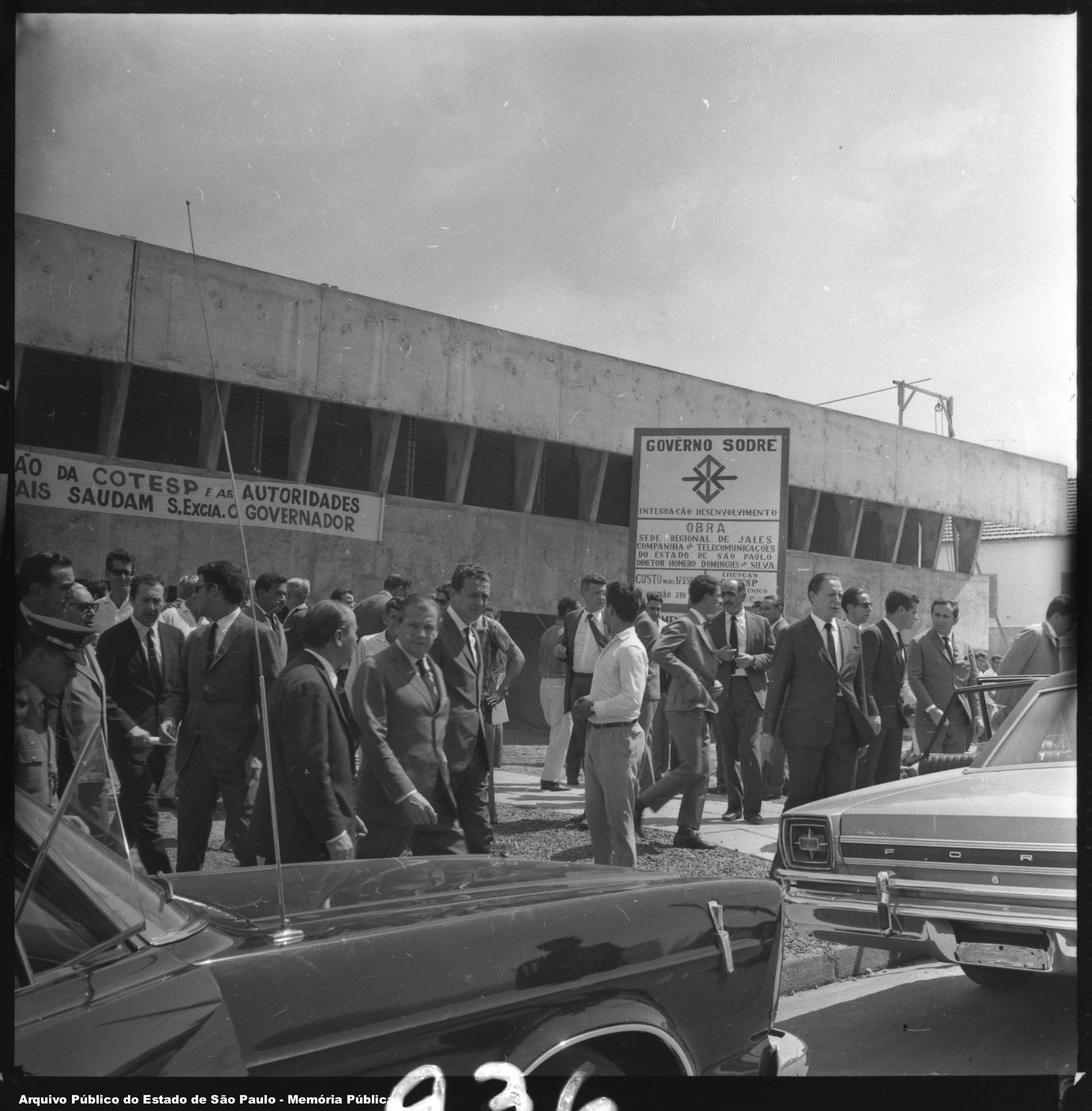
Obras da central trânsito de Jales (1968).

No final de 1972 a COTESP operava cerca de 16 mil telefones, quando funcionava em todo o estado de São Paulo uma rede de quase 1 milhão de telefones, ou seja, a empresa operava apenas 1,3% do total de telefones do estado.
Com o objetivo de quadruplicar esse número, a COTESP elaborou seu plano de expansão, que foi aprovado pelo governo do estado em dezembro de 1972, e iniciado em 1973, abrangendo serviços locais e interurbanos, dividindo a execução desse plano em duas etapas, em que se levou em conta um programa de prioridades ditado pelas necessidades sócio-econômicas das regiões atendidas.
O plano consistia, além da ampliação do número de terminais telefônicos, na implantação de centrais automáticas em diversas localidades e de centrais trânsito, e ampliação dos serviços interurbanos, interligando toda a área de concessão da COTESP com as demais do estado.

#### Primeira etapa

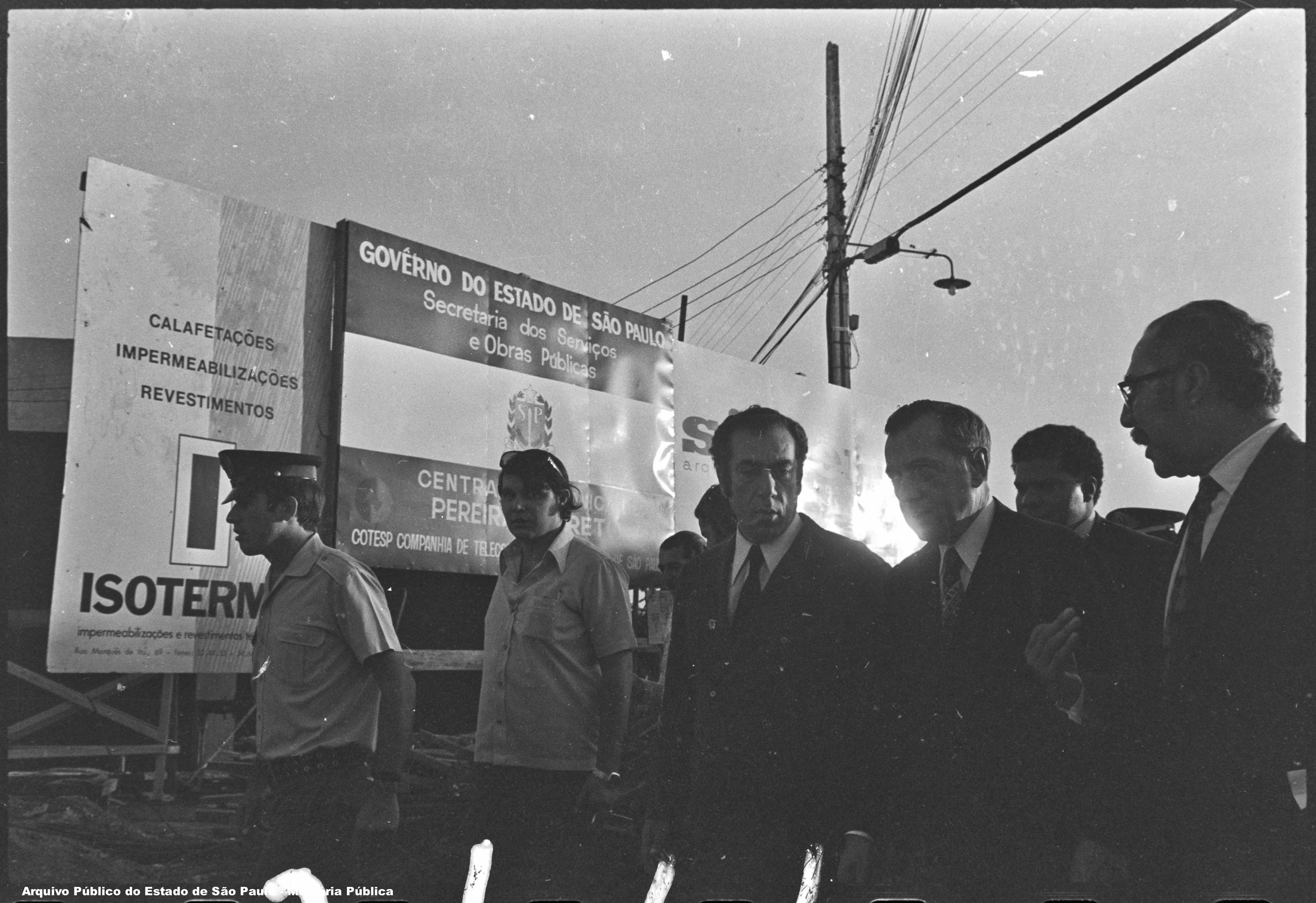
Obras da central telefônica de Pereira Barreto (1973), que fazia parte da primeira etapa do plano de expansão.

A primeira etapa consistia na instalação de 24.250 terminais telefônicos:
- Vale do Paraíba e Litoral Norte:[38] implantação de 3 centrais MFC e substituição de 3 centrais decádicas já existentes por centrais MFC (8.800 T.)
- Vale do Ribeira e Região Sul:[38] implantação de 10 centrais decádicas e ampliação de 3 já existentes (2.150 T.), e posterior substituição de 4 dessas centrais decádicas por centrais MFC, além da implantação de mais 1 central MFC (4.600 T.)
- Alta Araraquarense e Média Noroeste:[38] implantação de 12 centrais decádicas e ampliação de 1 já existente (1.700 T.), substituição de 2 centrais decádicas por centrais MFC, além da implantação de mais 1 central MFC (7.000 T.)

Além disso deveriam ser implantadas 4 centrais trânsito. A primeira etapa não foi finalizada por completo, sendo o restante feito pela TELESP.

#### Segunda etapa
A segunda etapa consistia na instalação de 11.950 terminais telefônicos:
- Vale do Paraíba e Litoral Norte:[38] implantação de 6 centrais decádicas (750 T.), implantação de 1 central MFC e ampliação de 7 já existentes (4.100 T.)
- Vale do Ribeira e Região Sul:[72] implantação de 10 centrais decádicas e ampliação de 1 já existente (1.250 T.), e posterior substituição dessa central decádicas ampliada por central MFC, além da implantação de mais 2 centrais MFC (2.000 T.)
- Alta Araraquarense e Média Noroeste:[72] implantação de 30 centrais decádicas (2.450 T.) e implantação de 3 centrais MFC (1.400 T.)

A segunda etapa praticamente ficou apenas no planejamento, com poucas obras feitas. A sua implantação de fato ficou a cargo da TELESP, que a fez com inúmeras modificações, de acordo com o seu próprio planejamento.

### Telefonia rural
Foi a COTESP que, de forma pioneira, inaugurou o primeiro posto telefônico rural do país, ao instalar uma estação satélite automática no Bairro do Alegre, município de Salesópolis, em 1968.
Também através da COTESP foi desenvolvido a partir de 1972 o plano de telefonia rural, através do qual o estado financiaria projetos para a implantação de cooperativas de telefonia rural em diversas cidades do interior.

## Centrais telefônicas

### Centrais automáticas
Antes de serem atendidas pela COTESP as cidades de Andradina (1.000 T.), Aparecida (700 T.), Campos do Jordão (1.500 T.), Capão Bonito (200 T.), Itararé (320 T.) e Nhandeara (100 T.) já contavam com sistema telefônico automático.
A COTESP implantou entre os anos de 1966 e 1973 centrais telefônicas automáticas em várias cidades de sua área de cobertura:
- inaugurou centrais decádicas em Peruíbe (200 T.),[88][89][90] Pariquera-Açu (150 T.),[91][92] Sete Barras (100 T.),[93] Salesópolis (150 T.)[75] e Bananal (150 T.),[94] instaladas em prédios simples de alvenaria[95]
- também inaugurou centrais decádicas em Buri (150 T.),[96] Guapiara (100 T.)[96] e São Miguel Arcanjo (300 T.),[97] instaladas em prédios simples de alvenaria[98][99]
- ampliou a central decádica de Capão Bonito (300 T.),[100][101] substituída pela TELESP por central MFC instalada em prédio especial construído pela COTESP
- inaugurou centrais decádicas provisórias em Caçapava (600 T.),[102][103] Registro (600 T.)[104][105] e Pereira Barreto (300 T.),[65] instaladas em prédios simples de alvenaria, substituídas por centrais MFC instaladas em prédios especiais construídos pela COTESP

- inaugurou centrais MFC em Arujá (300 T.),[106][65] Ilhabela (300 T.), Ilha Solteira (1.200 T.),[107][108] Paraibuna (300 T.),[109] Santa Branca (200 T.),[110][65] Santa Isabel (300 T.),[111] São Sebastião (600 T.)[64][65] e Ubatuba (600 T.),[112][64] instaladas em prédios especiais[113][114][84]
- inaugurou centrais MFC em Praia do Lázaro (200 T.)[64] e São Francisco da Praia (200 T.),[64][65] instaladas em prédios simples de alvenaria[113][114]

#### Primeira etapa do plano de expansão
Através da primeira etapa do plano de expansão aprovado em 1972 implantou mais centrais telefônicas automáticas, inauguradas entre 1974 e 1975:
- no Vale do Ribeira inaugurou centrais decádicas do tipo UD em Cananéia (150 T.),[118] Eldorado (100 T.), Itariri (100 T.),[119][120] Juquitiba (100 T.),[121] Miracatu (100 T.)[122][119] e Pedro de Toledo (100 T.)
- na Região Sul inaugurou centrais decádicas do tipo UD em Iporanga (50 T.),[123] Ribeira (50 T.)[124][123] e Salto de Pirapora (200 T.)[125]
- na Alta Araraquarense e Média Noroeste inaugurou centrais decádicas do tipo UD em Clementina (50 T.), Estrela d'Oeste (250 T.),[126] Gastão Vidigal (100 T.),[127] General Salgado (150 T.), Getulina (250 T.), Indiaporã (100 T.),[128] Macaubal (150 T.), Meridiano (50 T.), Populina (100 T.), Santa Rita d'Oeste (50 T.) e Sud Mennucci (50 T.)

As centrais decádicas do tipo UD (Philips-Inbelsa) foram instaladas em prédios padrão modulados, cujas características principais eram o seu custo econômico e a facilidade de instalação a curto prazo, as quais proporcionavam solução rápida à problemas de comunicação em locais de baixa densidade populacional.
- inaugurou centrais decádicas provisórias em Angatuba (200 T.), Auriflama (200 T.) e Nhandeara (200 T.), instaladas em prédios padrão modulados, substituídas pela TELESP por centrais MFC instaladas em prédios especiais construídos pela COTESP[134]
- ampliou as centrais decádicas de Itararé (400 T.) e Peruíbe (400 T.), substituídas pela TELESP por centrais MFC instaladas em prédios especiais construídos pela COTESP[134]
- substituiu centrais decádicas por centrais MFC em Andradina (4.400 T.),[135][136] Caçapava (2.600 T.) e Campos do Jordão (Abernéssia 2.000 T. e Emílio Ribas 1.000 T.),[137] instaladas em prédios especiais[71][138]

De acordo com convênio firmado com a TELESP, coube a COTESP a parte referente a construção dos prédios, fornecimento de força, engenharia e supervisão das novas centrais automáticas MFC de Angatuba, Auriflama, Caraguatatuba, Cachoeira Paulista, Ibiúna, Itararé, Nhandeara, Pereira Barreto, Peruíbe, Piquete e Registro, e a TELESP se encarregou da instalação e ativação dos equipamentos.

#### Segunda etapa do plano de expansão
Diferente da primeira etapa, pouco se fez através da segunda etapa do plano de expansão aprovado em 1972:
Seguiu-se o que estava previsto no convênio firmado com a TELESP para as novas centrais automáticas MFC de Aparecida, Capão Bonito e Cardoso. Foram planejadas centrais MFC para Apiaí, Buritama, Castilho e Itaporanga, implantadas pela TELESP. Também todas as centrais decádicas planejadas foram implantadas pela TELESP, sendo que 27 delas foram inauguradas no ano de 1977.
Além disso houve doações de terrenos para a COTESP por parte de algumas prefeituras para a construção das centrais telefônicas automáticas planejadas, como em Braúna, Castilho, Floreal, Macatuba, Porangaba, Santópolis do Aguapeí entre outras.

### Prédios
Diferente de outras companhias telefônicas, os prédios das centrais foram projetados para atender as necessidades locais sem perder de vista os aspectos arquitetônicos, harmonizados com as características urbanísticas das cidades.

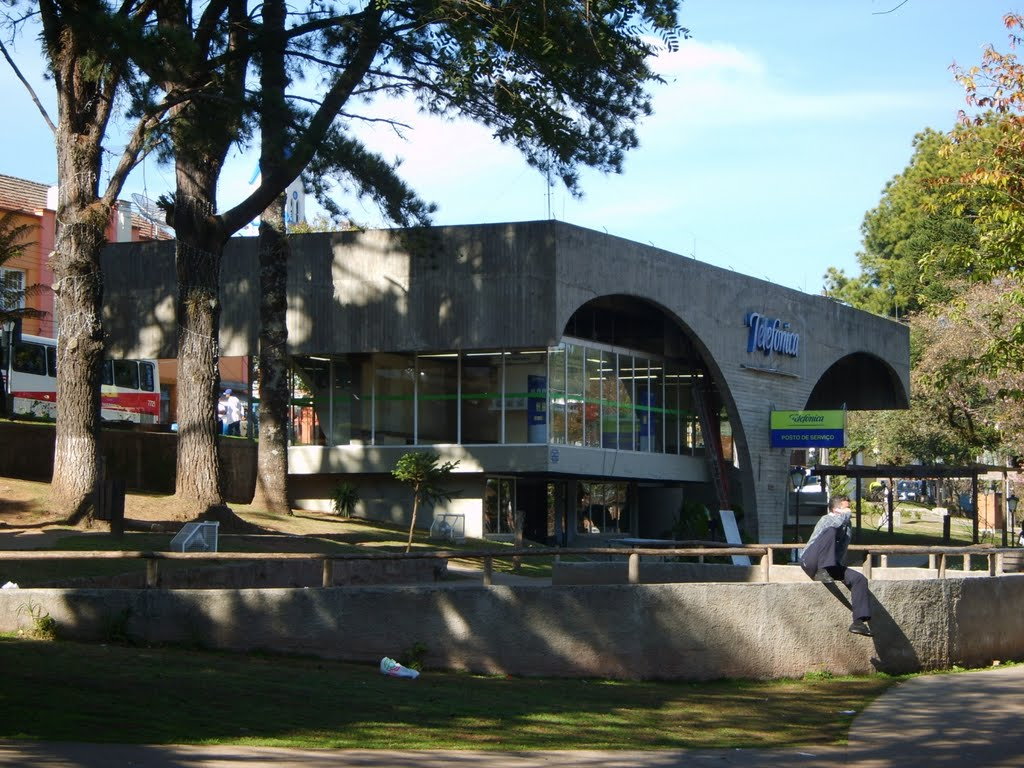
Central telefônica de Campos do Jordão, projeto de Ruy Ohtake e Júlio Katinsky.

As maiores cidades receberam prédios especiais com até cinco pavimentos, sendo que a maioria deles foram construídos em arquitetura brutalista. Também inspirado no brutalismo, o arquiteto Ruy Ohtake, um dos mais conceituados do Brasil, fez para a COTESP dois projetos que mereceram destaque: as centrais telefônicas de Campos do Jordão e de Ibiúna.
Já os projetos das centrais telefônicas das cidades históricas de São Sebastião e Ilhabela foram inspirados no estilo colonial brasileiro.
Nas menores cidades de início foram construídos prédios simples de alvenaria, mas posteriormente foram utilizados prédios padrão modulados com projeto do arquiteto Júlio Katinsky.
Os prédios das centrais telefônicas são utilizados até hoje pela Vivo, mas são bens imóveis passíveis de reversão (bens reversíveis).

## Numeração telefônica
Tendo em vista a realidade da implantação do DDD, em 1971 a COTESP começou a utilizar prefixos telefônicos de um dígito nas centrais automáticas de maior porte que iam sendo inauguradas.
A partir de 1973 em todas as centrais automáticas inauguradas, inclusive nas de pequeno porte, eram utilizados os prefixos telefônicos de um dígito, pois já estavam preparadas para o DDD.

## Sistemas DDD/DDI

### Implantação
Campos do Jordão foi a única cidade a receber o sistema de Discagem Direta à Distância (DDD) enquanto era atendida pela COTESP. A inauguração ocorreu no dia 29 de maio de 1974, data do 10º aniversário de fundação da COTESP, tratando-se da obra mais dispendiosa da empresa em sua história. Já o sistema de Discagem Direta Internacional (DDI) foi inaugurado na cidade pela TELESP.

### Rotas interurbanas
A COTESP foi a responsável por ampliar os serviços interurbanos interligando suas áreas de concessão com as demais do estado, através de sistemas de ondas portadoras, UHF e enlace de microondas, permitindo a posterior implantação do sistema de Discagem Direta à Distância (DDD).
O projeto de microondas da COTESP foi aprovado junto com o seu plano de expansão em 1972, e permitia que ao lado das comunicações telefônicas fossem efetuadas transmissões de rádio e televisão, permitindo sua utilização pela TV Educativa do Estado (TV2 - Cultura) e pelo Mobral.
Foram obras da COTESP:

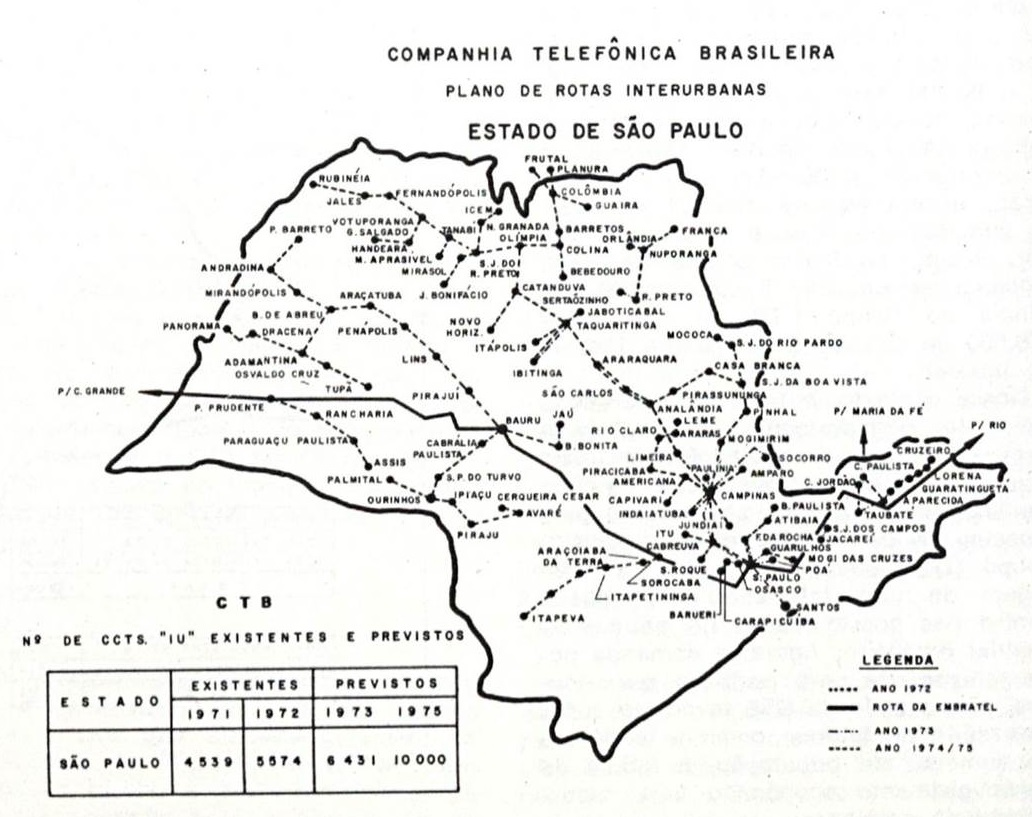
Rotas de microondas no estado de São Paulo (1972).

- a ampliação do sistema UHF no Vale do Ribeira, inaugurado em 1960,[176] interligando a torre do Morro da Boa Vista[150][177][178][179] em Pedro de Toledo com a estação repetidora do Morro do Chiqueiro em Itapecerica da Serra, e desta com a torre do Sumaré[180] em São Paulo. Foi desativado no ano de 1977 com a inauguração do sistema microondas[181][182]
- a implantação dos troncos de microondas Campos do Jordão-Taubaté e Caraguatatuba-Taubaté, fazendo conexão com o sistema de microondas da CTB em Taubaté, tendo como alternativa uma outra conexão com o sistema de microondas da Embratel em São José dos Campos[181][183][37]
- o planejamento dos troncos de microondas Registro-São Paulo,[184] Peruíbe-Itanhaém e Itararé-Itapeva,  ligando diretamente a região sul do estado à capítal[37]
- o planejamento do tronco de microondas Andradina-Araçatuba e seus ramais, fazendo conexão com o tronco oeste da Embratel[37]
- o planejamento do tronco de microondas Jales-São José do Rio Preto e seus ramais, fazendo conexão com o tronco São José do Rio Preto-São Paulo da CTB[37]
- a implantação das centrais trânsito dos centros terciários de Jales[185] e Andradina, e a construção das centrais trânsito dos centros terciários de Caraguatatuba[186] e Registro,[152][25] que foram implantadas pela TELESP

## Área de cobertura

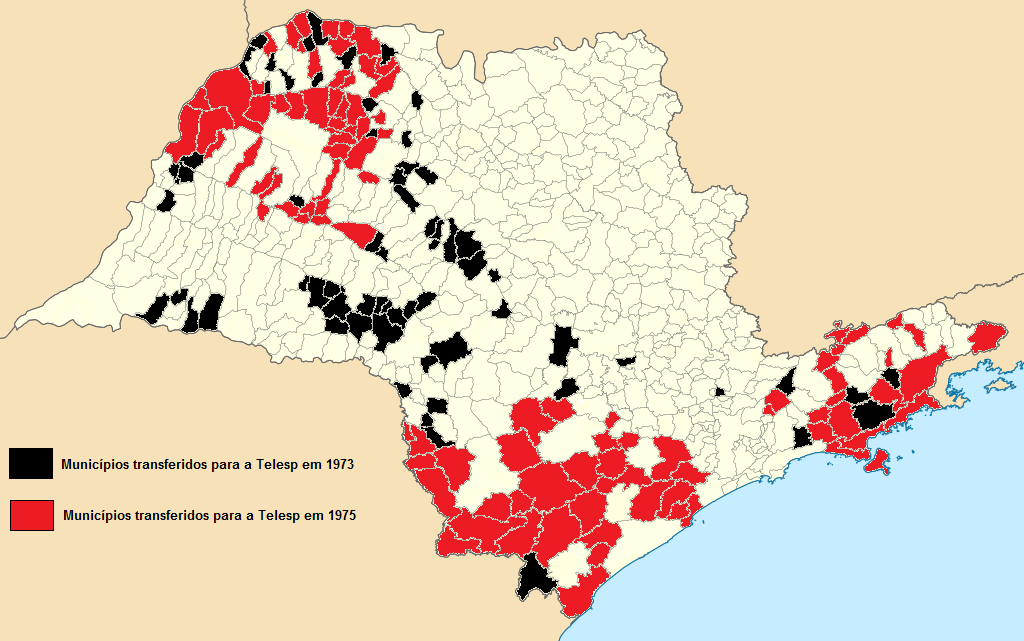
Área de cobertura da COTESP (1973).

A COTESP atuava em três grandes áreas distintas do estado de São Paulo:
- Vale do Paraíba e Litoral Norte
- Vale do Ribeira e Região Sul
- Alta Araraquarense e Média Noroeste

Também assumiu os serviços telefônicos de várias cidades localizadas fora dessas três regiões, mas por pouco tempo.

### Localidades atendidas
Localidades atendidas pela COTESP transferidas para a TELESP:
| Localidade                      | Transf. Cotesp | Central telefônica      | Transf. Telesp |
| ------------------------------- | -------------- | ----------------------- | -------------- |
| Adolfo                          | 1973           | PS                      | 1973           |
| Águas de Santa Bárbara          | 1972           | manual                  | 1973           |
| Álvares Florence                | 1969           | manual                  | 1975           |
| Alvinlândia                     | 1972           | manual                  | 1973           |
| Américo de Campos               | 1973           | manual                  | 1975           |
| Andradina                       | 1970           | automática (1957, 1975) | 1975           |
| Angatuba                        | 1972           | automática (1974)       | 1975           |
| Anhembi                         | 1972           | manual                  | 1973           |
| Aparecida                       | 1972           | automática (1968)       | 1975           |
| Aparecida d'Oeste               | 1968           | manual                  | 1975           |
| Apiaí                           | 1965           | manual                  | 1975           |
| Araçoiaba da Serra              | 1971           | manual                  | 1973           |
| Arealva                         | 1972           | manual                  | 1973           |
| Arujá                           | 1964           | automática (1971)       | 1975           |
| Auriflama                       | 1969           | automática (1974)       | 1975           |
| Bairro do Jacaré                | 1972           | manual                  | 1973           |
| Balbinos                        | 1972           | PS                      | 1973           |
| Bananal                         | 1965           | automática (1968)       | 1975           |
| Barão de Antonina               | 1973           | manual                  | 1975           |
| Barbosa                         | 1972           | manual                  | 1975           |
| Barra do Turvo                  | 1972           | PS                      | 1973           |
| Bento de Abreu                  | 1973           | manual                  | 1975           |
| Biritiba Mirim                  | 1971           | PS                      | 1973           |
| Borá                            | 1973           | manual                  | 1973           |
| Boracéia                        | 1972           | manual                  | 1973           |
| Braúna                          | 1970           | manual                  | 1975           |
| Buri                            | 1970           | automática (1971)       | 1975           |
| Buritama                        | 1973           | manual                  | 1975           |
| Caçapava                        | 1965           | automática (1969, 1975) | 1975           |
| Cachoeira Paulista              | 1972           | manual                  | 1975           |
| Campina do Monte Alegre         | 1972           | manual                  | 1975           |
| Campo Limpo Paulista            | 1972           | manual                  | 1973           |
| Campos do Jordão                | 1971           | automática (1959, 1974) | 1975           |
| Campos do Jordão (Emílio Ribas) | 1971           | automática (1959, 1974) | 1975           |
| Campos Novos Paulista           | 1972           | manual                  | 1973           |
| Cananéia                        | 1969           | automática (1974)       | 1975           |
| Capão Bonito                    | 1969           | automática (1955, 1971) | 1975           |
| Capela do Alto                  | 1972           | manual                  | 1975           |
| Caraguatatuba                   | 1970           | manual                  | 1975           |
| Cardoso                         | 1969           | manual                  | 1975           |
| Castilho                        | 1970           | manual                  | 1975           |
| Clementina                      | 1972           | automática (1974)       | 1975           |
| Coroados                        | 1973           | manual                  | 1975           |
| Coronel Macedo                  | 1972           | manual                  | 1973           |
| Cosmorama                       | 1970           | manual                  | 1975           |
| Cunha                           | 1964           | manual                  | 1975           |
| Dolcinópolis                    | 1968           | PS                      | 1975           |
| Duartina                        | 1972           | manual                  | 1973           |
| Echaporã                        | 1973           | manual                  | 1973           |
| Eldorado                        | 1965           | automática (1974)       | 1975           |
| Estrela d'Oeste                 | 1971           | automática (1974)       | 1975           |
| Floreal                         | 1969           | manual                  | 1975           |
| Gabriel Monteiro                | 1972           | PS                      | 1973           |
| Gastão Vidigal                  | 1969           | automática (1974)       | 1975           |
| General Salgado                 | 1968           | automática (1974)       | 1975           |
| Getulina                        | 1972           | automática (1974)       | 1975           |
| Guaimbê                         | 1972           | manual                  | 1973           |
| Guapiara                        | 1970           | automática (1971)       | 1975           |
| Guarani d'Oeste                 | 1969           | PS                      | 1973           |
| Guareí                          | 1970           | manual                  | 1975           |
| Guzolândia                      | 1968           | PS                      | 1975           |
| Iacanga                         | 1970           | manual                  | 1973           |
| Ibiúna                          | 1972           | manual                  | 1975           |
| Igaratá                         | 1971           | n/d                     | 1973           |
| Ilha Solteira                   | 1970           | automática (1971, 1973) | 1975           |
| Ilhabela                        | 1964           | automática (1973)       | 1975           |
| Indiaporã                       | 1969           | automática (1974)       | 1975           |
| Iporanga                        | 1966           | automática (1974)       | 1975           |
| Irapuã                          | 1972           | manual                  | 1973           |
| Itaberá                         | 1971           | manual                  | 1975           |
| Itaporanga                      | 1972           | manual                  | 1975           |
| Itapura                         | 1972           | PS                      | 1975           |
| Itararé                         | 1972           | automática (1952, 1974) | 1975           |
| Itariri                         | 1965           | automática (1974)       | 1975           |
| Jaci                            | 1972           | manual                  | 1973           |
| Jambeiro                        | 1964           | PS                      | 1975           |
| Júlio Mesquita                  | 1972           | manual                  | 1973           |
| Juquitiba                       | 1972           | automática (1974)       | 1975           |
| Lagoinha                        | 1964           | PS                      | 1973           |
| Lavínia                         | 1973           | manual                  | 1975           |
| Lucianópolis                    | 1973           | manual                  | 1973           |
| Luiziânia                       | 1972           | manual                  | 1975           |
| Lupércio                        | 1972           | manual                  | 1973           |
| Lutécia                         | 1973           | manual                  | 1973           |
| Macatuba                        | 1972           | manual                  | 1973           |
| Macaubal                        | 1969           | automática (1974)       | 1975           |
| Macedônia                       | 1969           | PS                      | 1975           |
| Magda                           | 1969           | manual                  | 1975           |
| Marinópolis                     | 1968           | PS                      | 1973           |
| Mendonça                        | 1970           | PS                      | 1973           |
| Meridiano                       | 1969           | automática (1974)       | 1975           |
| Mira Estrela                    | 1969           | PS                      | 1975           |
| Miracatu                        | 1968           | automática (1973)       | 1975           |
| Mirassolândia                   | 1970           | PS                      | 1973           |
| Mombuca                         | 1973           | manual                  | 1973           |
| Monções                         | 1969           | manual                  | 1975           |
| Monte Castelo                   | 1971           | manual                  | 1973           |
| Monteiro Lobato                 | 1971           | PS                      | 1975           |
| Murutinga do Sul                | 1973           | manual                  | 1975           |
| Narandiba                       | 1973           | PS                      | 1973           |
| Natividade da Serra             | 1964           | PS                      | 1973           |
| Nhandeara                       | 1972           | automática (1965, 1974) | 1975           |
| Nipoã                           | 1969           | manual                  | 1975           |
| Nova Guataporanga               | 1972           | PS                      | 1973           |
| Nova Independência              | 1972           | manual                  | 1973           |
| Nova Luzitânia                  | 1969           | manual                  | 1975           |
| Ocauçu                          | 1973           | manual                  | 1973           |
| Óleo                            | 1973           | manual                  | 1973           |
| Oscar Bressane                  | 1973           | manual                  | 1973           |
| Ouro Verde                      | 1972           | manual                  | 1973           |
| Ouroeste                        | 1969           | PS                      | 1975           |
| Paraibuna                       | 1964           | automática (1973)       | 1975           |
| Paranapuã                       | 1968           | PS                      | 1975           |
| Paraty                          | 1964           | manual                  | 1973           |
| Pariquera-Açu                   | 1965           | automática (1967)       | 1975           |
| Pedranópolis                    | 1968           | PS                      | 1973           |
| Pedro de Toledo                 | 1964           | automática (1974)       | 1975           |
| Pereira Barreto                 | 1970           | automática (1971)       | 1975           |
| Peruíbe                         | 1965           | automática (1966)       | 1975           |
| Piacatu                         | 1972           | manual                  | 1975           |
| Pilar do Sul                    | 1970           | manual                  | 1975           |
| Piquete                         | 1972           | manual                  | 1975           |
| Planalto                        | 1970           | manual                  | 1975           |
| Platina                         | 1973           | PS                      | 1973           |
| Poloni                          | 1969           | manual                  | 1975           |
| Pongaí                          | 1972           | manual                  | 1973           |
| Pontes Gestal                   | 1969           | PS                      | 1973           |
| Populina                        | 1968           | automática (1974)       | 1975           |
| Porangaba                       | 1970           | manual                  | 1973           |
| Praia do Lázaro                 | 1964           | automática (1971)       | 1975           |
| Redenção da Serra               | 1971           | PS                      | 1973           |
| Reginópolis                     | 1971           | manual                  | 1973           |
| Registro                        | 1970           | automática (1971)       | 1975           |
| Ribeira                         | 1966           | automática (1974)       | 1975           |
| Ribeirão Branco                 | 1971           | manual                  | 1975           |
| Riversul                        | 1972           | manual                  | 1975           |
| Rubiácea                        | 1970           | manual                  | 1975           |
| Rubinéia                        | 1968           | PS                      | 1973           |
| Sabino                          | 1972           | manual                  | 1973           |
| Salesópolis                     | 1964           | automática (1968)       | 1975           |
| Salmourão                       | 1972           | manual                  | 1975           |
| Salto de Pirapora               | 1970           | automática (1974)       | 1975           |
| Sandovalina                     | 1973           | PS                      | 1973           |
| Santa Branca                    | 1964           | automática (1971)       | 1975           |
| Santa Clara d'Oeste             | 1968           | PS                      | 1973           |
| Santa Isabel                    | 1964           | automática (1971)       | 1975           |
| Santa Rita d'Oeste              | 1968           | automática (1974)       | 1975           |
| Santana da Ponte Pensa          | 1968           | PS                      | 1973           |
| Santo Antônio do Pinhal         | 1971           | manual                  | 1975           |
| Santópolis do Aguapeí           | 1972           | manual                  | 1975           |
| São Bento do Sapucaí            | 1971           | manual                  | 1975           |
| São Francisco                   | 1968           | PS                      | 1973           |
| São Francisco da Praia          | 1964           | automática (1971)       | 1975           |
| São Francisco Xavier            | 1972           | PS                      | 1973           |
| São João das Duas Pontes        | 1968           | PS                      | 1973           |
| São João do Pau d'Alho          | 1972           | PS                      | 1973           |
| São Lourenço da Serra           | 1972           | PS                      | 1973           |
| São Luiz do Paraitinga          | 1964           | manual                  | 1975           |
| São Miguel Arcanjo              | 1970           | automática (1974)       | 1975           |
| São Pedro do Turvo              | 1971           | manual                  | 1973           |
| São Sebastião                   | 1964           | automática (1971)       | 1975           |
| Sapucaí-Mirim                   | 1971           | PS                      | 1975           |
| Sarapuí                         | 1971           | manual                  | 1975           |
| Sebastianópolis do Sul          | 1970           | PS                      | 1973           |
| Sete Barras                     | 1965           | automática (1967)       | 1975           |
| Sud Mennucci                    | 1972           | automática (1974)       | 1975           |
| Taciba                          | 1973           | manual                  | 1973           |
| Taguaí                          | 1973           | manual                  | 1973           |
| Tapiraí                         | 1970           | PS                      | 1975           |
| Tarabai                         | 1973           | PS                      | 1973           |
| Tejupá                          | 1973           | manual                  | 1973           |
| Timburi                         | 1972           | manual                  | 1973           |
| Turiúba                         | 1969           | manual                  | 1975           |
| Turmalina                       | 1970           | PS                      | 1973           |
| Ubatuba                         | 1964           | automática (1971)       | 1975           |
| Ubirajara                       | 1973           | manual                  | 1973           |
| União Paulista                  | 1969           | PS                      | 1973           |
| Uru                             | 1971           | PS                      | 1973           |
| Valentim Gentil                 | 1970           | manual                  | 1975           |
| Zacarias                        | 1970           | manual                  | 1975           |

## Fim da empresa
A COTESP encerrou suas operações em 13 de março de 1975 no governo Paulo Egydio Martins quando, em atendimento ao convênio firmado em outubro de 1973, foram transferidos para a Telecomunicações de São Paulo (TELESP) os serviços urbanos das localidades que ainda atendia e o controle acionário da empresa. Por fim foi incorporada definitivamente em 1º de abril de 1976.